# Iwan Stracimir
Iwan Stracimir (bułg. Иван Срацимир; ur. w 1324 lub 1325 r., zm. w 1397 r. lub później) – cesarz (car) Bułgarii w Widyniu w latach 1356-1396. Syn cara Iwana Aleksandra i jego pierwszej żony Teodory. Ostatni władca średniowiecznej Bułgarii.

## Historia

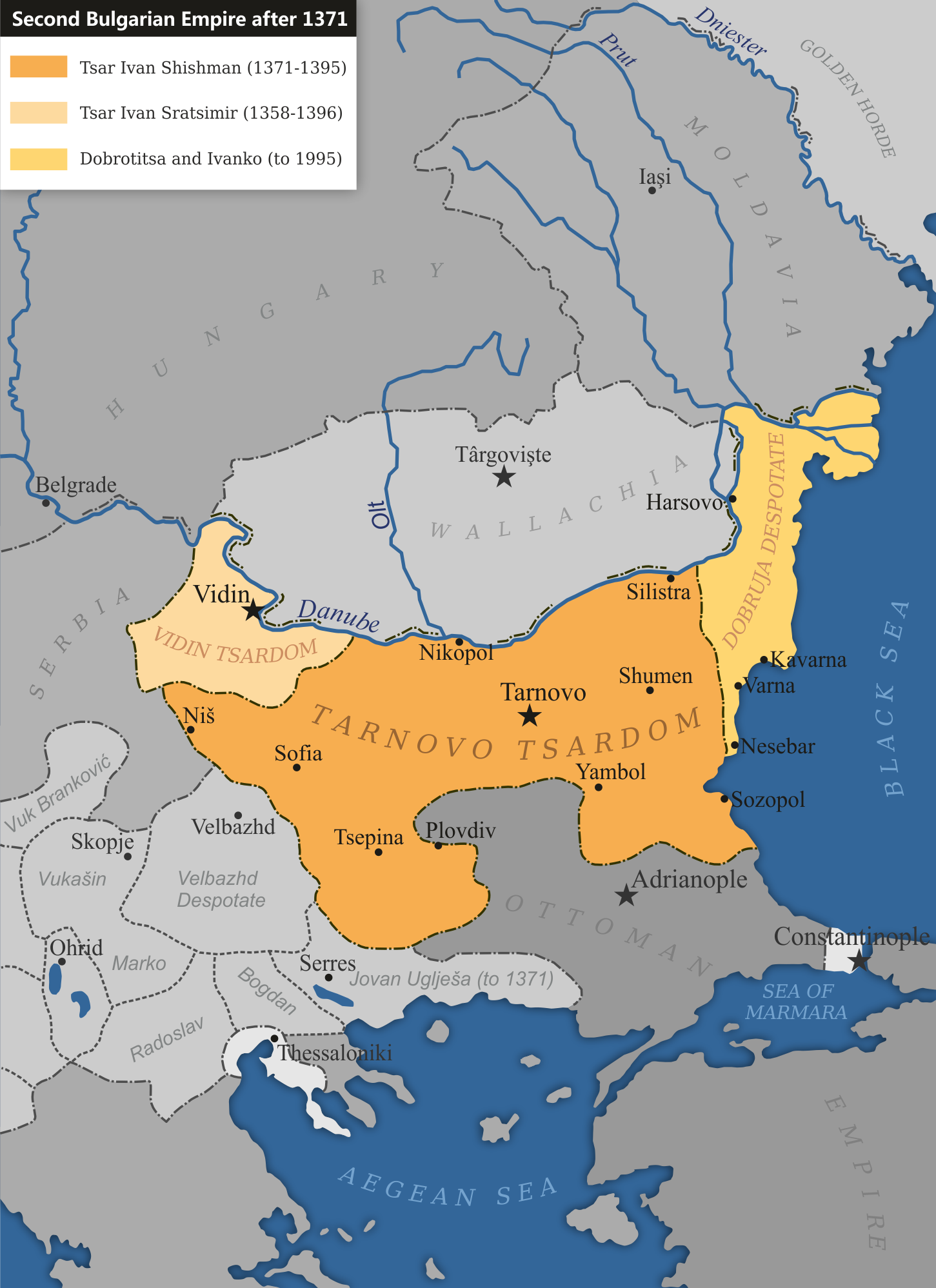
Podział państwa bułgarskiego po śmierci Iwana Aleksandra. Iwan Stracimir zarządzał Widyniem w północno-zachodniej części państwa, jego brat, Iwan Szyszman, regionem centralnym. Despotat Dobrotitsy obejmował wybrzeże Morza Czernego.

Iwan Stracimir urodził się w połowie lat 20. XIV wieku (w 1324 lub w 1325 roku) jako syn jeszcze wówczas władcy Łowecza, Iwana Aleksandra. W 1345 roku jego ojciec, już jako car, zmusił swą pierwszą żonę Teodorę Wołoszkę, matkę Iwana Stracimira, do wstąpienia do klasztoru i ożenił się z Żydówką Sarą, która na chrzcie przyjęła również imię Teodory. Aby pozbawić syna z pierwszego małżeństwa praw do korony nadał mu w 1356 roku władzę w prowincji widyńskiej. W 1363 roku Iwan Aleksander podzielił swe państwo pomiędzy synów: starszy, urodzony z Wołoszki Teodory, Iwan Stracimir otrzymał ziemię widyńską aż do Iskyru. Młodszy Iwan Szyszman, urodzony z Żydówki, a zarazem ulubieniec ojca, został władcą większej części państwa ze stolicą w Tyrnowie.
Po śmierci Iwana Aleksandra Iwan Szyszman objął władzę w Tyrnowie. Wbrew rozporządzeniu ojca Iwan Stracimir natychmiast po jego śmierci wypowiedział posłuszeństwo bratu i jeszcze w 1371 roku ogłosił się w Widyniu carem. W obliczu inwazji tureckiej na Bałkany Bułgaria rozpadła się na dwa wrogie sobie państwa.
Stosunki między obydwoma państwami bułgarskimi pogorszyły się w 1381, kiedy Iwan Stracimir, aby nie podlegać patriarsze z Tyrnowa, podporządkował arcybiskupstwo Widynia patriarsze w Konstantynopolu. Ta demonstracja niezależności nie doprowadziła co prawda do otwartego konfliktu między braćmi, jednak stan wrogości pozostał aż do czasu inwazji tureckiej. 
W wyniku osmańskiego sukcesu w kampanii z roku 1388 Iwan Stracimir został tureckim wasalem. Musiał też wyrazić zgodę na stacjonowanie tureckiego garnizonu w Widyniu. Iwan Stracimir pozostawał nieaktywny podczas tureckiego podboju carstwa Tyrnowa. Samo Tyrnowo upadło po oblężeniu w 1393 roku, a car Iwan Szyszman został zabity dwa lata później. W 1396 roku Iwan Stracimir dołączył jednak do krucjaty chrześcijańskiej zorganizowanej przez króla węgierskiego Zygmunta Luksemburczyka. Kiedy armia krzyżowców osiągnęła Widyń, bułgarski władca otworzył bramy miasta dla wojsk węgierskich. Armia sprzymierzonych doznała jednak dotkliwej porażki 25 września tego roku w bitwie pod Nikopolis, a sułtan osmański Bajazyd I Błyskawica ruszył w odwecie na Widyń i zdobył go jeszcze pod koniec 1396 lub na początku 1397 roku. Iwan Stracimir został schwytany i uwięziony przez Turków w Bursie, a następnie został tam prawdopodobnie uduszony. Carstwo Widyńskie zostało wcielone do Imperium Osmańskiego, tym samym historia średniowiecznego państwa bułgarskiego dobiegła końca.

## Potomstwo
Nic nie wiadomo o pierwszej żonie Iwana Stracimira i ewentualnych dzieciach z tego związku. Drugą jego żoną została Anna, córka wuja Iwana Stracimira Mikołaja Aleksandra, hospodara Wołoszczyzny. Z tego związku pochodziło co najmniej troje dzieci:
- Dorota, żona Tvrtko I, pierwszego króla Bośni;
- Konstantyn II, koregent ojca na tronie Bułgarii, zmarły na wygnaniu w Serbii w 1422
- córka, zmarła młodo na dworze królowej Węgier Elżbiety Łokietkówny

## Rodzina
|  |  |             |                    |                    |                                    |                                     |                                     |                                   |                  |                  |                  |  |  |
|  |  |             | 1 Teodora Wołoszka | 1 Teodora Wołoszka |                                    | Iwan Aleksander (panował 1331–1371) | Iwan Aleksander (panował 1331–1371) | 2 Sara (Teodora)                  | 2 Sara (Teodora) | 2 Sara (Teodora) | 2 Sara (Teodora) |  |  |
|  |  |             |                    |                    |                                    |                                     |                                     |                                   |                  |                  |                  |  |  |
|  |  |             | 1                  | 1                  | 1                                  | 1                                   | 2                                   | 2                                 | 2                | 2                | 2                |  |  |
|  |  | Michał Asen | Michał Asen        | Kera Tamara        | Kera Tamara                        | Iwan Szyszman (panował 1371–1393)   | Iwan Szyszman (panował 1371–1393)   | Iwan Asen                         | Iwan Asen        | Wasilisa         | Wasilisa         |  |  |
|  |  |             | Iwan Asen          | Iwan Asen          | Iwan Stracimir (panował 1371–1396) | Iwan Stracimir (panował 1371–1396)  | Keraca Maria (ur. 1348, zm. 1390)   | Keraca Maria (ur. 1348, zm. 1390) | Desisława        | Desisława        |                  |  |  |

## Upamiętnienie
Jego imieniem nazwane zostało wzgórze na Półwyspie Antarktycznym, o wysokości 732 metrów.